# NGC 319
NGC 319 je galaksija u zviježđu Feniks.

## Vanjske poveznice
- SEDS: NGC 319